# 初戀 (After School單曲)
《初戀》（첫 사랑）是韓國女子音樂組合After School的第6張韓語單曲，2013年6月13日由Pledis娛樂發售。

## 概要
- 《初戀》為此單曲的主打曲目。繼《因為你》後，時隔四年再次與勇敢兄弟合作。此曲是為了傳達出愛情就像「黑白照片中的彩色回憶」的感覺。
- 繼《Let's Do It!》的「小鼓儀隊」表演和《Let's Step Up》的「踢踏舞」表演，After School於今次回歸挑戰「鋼管舞」。[1]
- 成員Lizzy因腳傷而沒有參與《初戀》的Music Video 鋼管舞部份。[2]

## 收錄内容
1. 8 Hot Girl
2. 初戀（첫 사랑）
3. Dressing Room
4. Time's Up
5. Love Beat
6. 化妝時留著淚（화장을 하다 울었어）
正雅與Raina合唱